# Jop de Vrieze

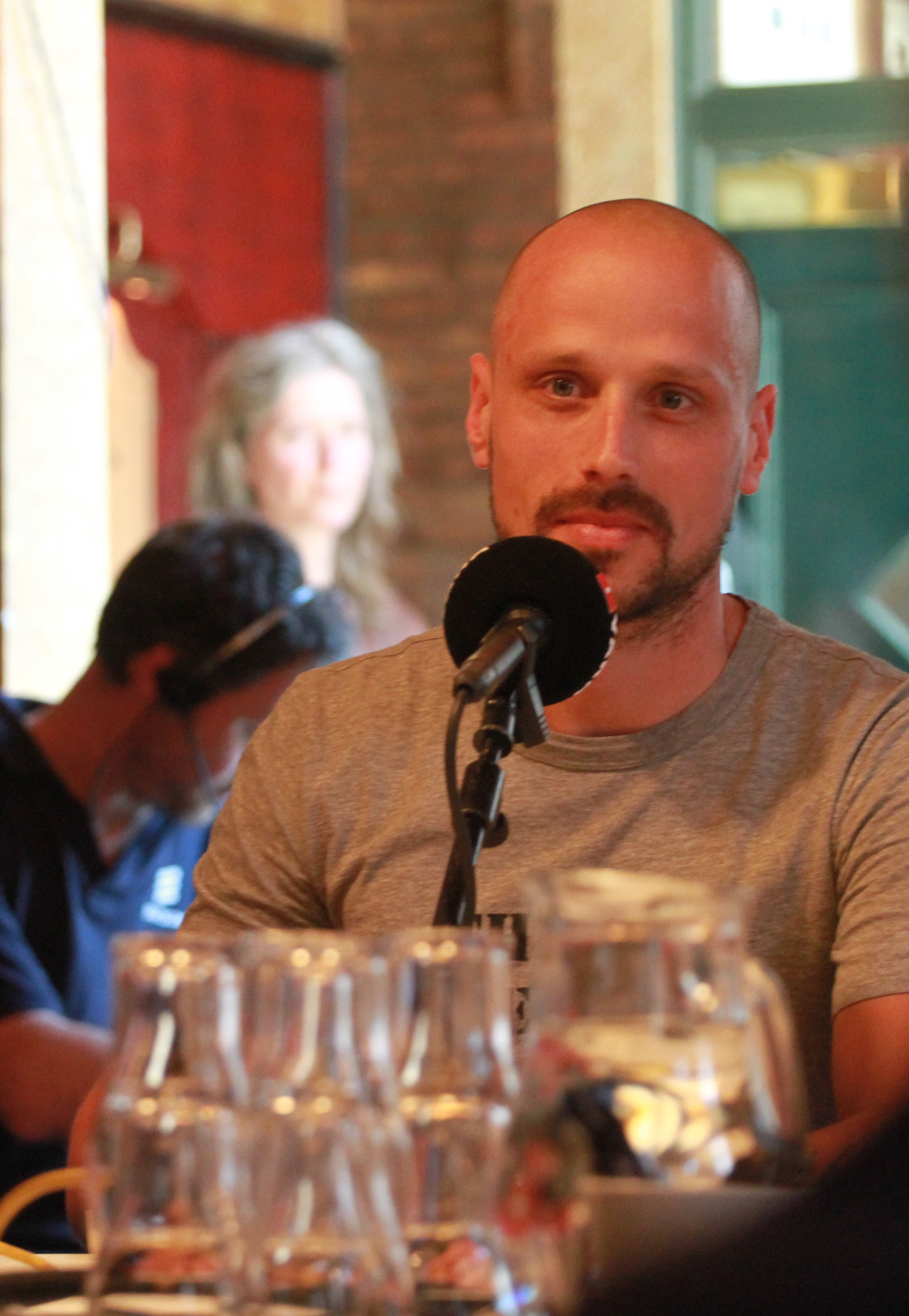
Jop de Vrieze tijdens een opname voor het radioprogramma Spijkers met Koppen op NPO Radio 2 (2016)

Jop de Vrieze (Utrecht, 1983) is een Nederlands biomedisch wetenschapper en journalist. Hij is vooral bekend geworden dankzij zijn in 2014 verschenen populair-wetenschappelijke boek Allemaal beestjes, over de bacteriën in en op ons lichaam, ons 'microbioom'. In 2016 won hij de prestigieuze AAAS Kavli Science Journalism Award. Sindsdien werkt hij voornamelijk op het grensvlak van onderzoeksjournalistiek en wetenschapsjournalistiek.

## Carrière
De Vrieze behaalde in 2008 een Master of Science Communication aan de Universiteit Utrecht. In datzelfde jaar begon hij te werken als freelance wetenschapsjournalist. Hij werkte in 2009 enkele maanden bij de redactie van NRC Handelsblad. Ook schreef hij stukken voor andere bekende tijdschriften waaronder Quest, Science Magazine en Elsevier. In mei 2014 verscheen zijn eerste boek, Allemaal Beestjes,  waarin hij in een zeer persoonlijke stijl uitleg geeft over de bacteriën in en op ons lichaam en hun rol in het dagelijks leven. Hij werkte naar aanleiding van het verschijnen van zijn boek ook mee aan Katja's Bodyscan, een populair-wetenschappelijk programma van Katja Schuurman.
In 2014 won hij de VWN-Publicatieprijs, uitgereikt door de Vereniging voor Wetenschapsjournalistiek en -communicatie Nederland voor zijn artikelen ‘Verovering van Amerika is bloedstollend voor Sanquin’ en ‘VS-strategie risico voor bloedfirma’ die werden gepubliceerd in de Volkskrant. Als gevolg hiervan werd hij genomineerd voor de European Science Journalist of the Year 2015, uitgereikt door de Association of British Science Writers, waar hij tweede werd.
In 2016 publiceerde hij samen met zijn partner, journalist Zvezdana Vukojevic, een artikel getiteld 'Het is een prachtig kind, waarom is hij overleden?' in NRC. In dit artikel gaan ze, naar aanleiding van de doodgeboorte van hun eerste zoon Mikki, op zoek naar antwoorden in de wetenschap en het Nederlandse geboortezorgsysteem. Dit artikel werd onderscheiden met de internationale AAAS Kavli Science Journalism Gold Award 2016, in de categorie 'grote krant'.
Sindsdien specialiseerde hij zich in thema's op het grensvlak van wetenschapsjournalistiek en onderzoeksjournalistiek. Zo publiceerde hij in 2017 een serie in weekblad De Groene Amsterdammer getiteld 'Worstelende wetenschap' , waarin de vraag centraal stond of wetenschappers te midden van alle prikkels om subsidie binnen te slepen en publicaties 'te scoren' nog wel toekomen aan waarheidsvinding. Ook in de Groene publiceerde hij drie onderzoeksartikelen over vaccinaties, waaronder een reconstructie over de introductie van het vaccin tegen de Mexicaanse griep tijdens de pandemie in 2009, dat bij een kleine groep slaapziekte narcolepsie veroorzaakte.
Tijdens de coronacrisis was hij vanaf het begin een kritisch volger van het Nederlandse coronabeleid, voor met name De Groene Amsterdammer en tv-programma Nieuwsuur. Samen met Nieuwsuur-onderzoeksjournalist Milena Holdert maakte hij in 2021 onder meer een uitgebreide reconstructie van de Nederlandse coronastrategie gedurende de eerste twee coronagolven in 2020.
Tijdens en na de pandemie focuste hij ook op de zeldzame, ernstige (vermoede) bijwerkingen van de coronavaccins. Voor zijn begin 2023 in de Groene Amsterdammer verschenen artikel over patiënten die long covid-achtige klachten ontwikkelden kort na hun coronavaccinatie, werd hij derde bij de uitreiking van de VWN Publicatieprijs voor de beste wetenschapsjournalistieke productie van dat jaar.